# هوگو لاتینن
هوگو لاتینن (انگلیسی: Hugo Lahtinen; ۲۹ نوامبر ۱۸۹۱ – ۲۹ دسامبر ۱۹۷۷) ورزشکار دو و میدانی اهل فنلاند بود.